# Media Markt (Magyarország)
A Media Markt 1997. március 11-én jelent meg Magyarországon, az Europarkban található üzletének megnyitásával. 2004. november 11-én a Saturn márkanév is megjelent hazánkban, az első Media Markt átépítésével, valamint a Mammutban kialakított új üzletben. 2012. november 1-jétől a magyarországi Saturn áruházakat egységesen Media Markt néven üzemeltetik tovább. Az üzletlánc anyavállalata a Media Markt-Saturn Holding.

## Áruházak

A Media Markt logója

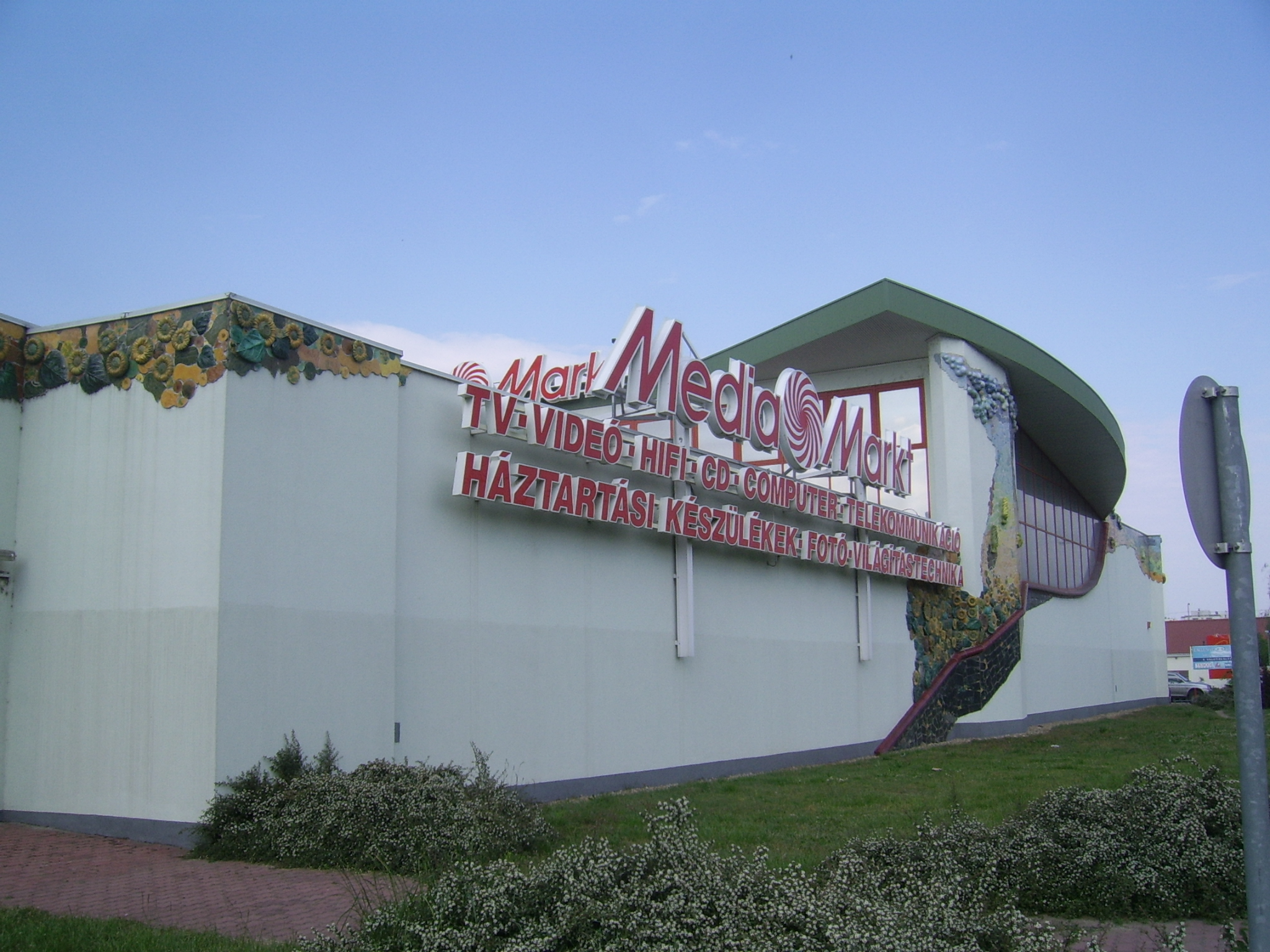
Magyarország talán legegyedibb Media Markt áruháza a kerámiamozaikokkal díszített szegedi egység, 2011. október 4-én az Árkád Szeged bevásárlóközpontba költözött. Épületében 2012. április 8-tól Dazzling áruház, 2016. március 29-től Kika áruház, 2021. július 1-től pedig Aldi működik.

Az első áruházat 1997-ben nyitották az Europark (mai nevén: Shopmark) bevásárlóközpontban (ezt 2004–2012 között Saturnként üzemeltették). Jelenleg 40 Media Markt áruház van Magyarországon, így ez Magyarország egyik legnagyobb elektronikai áruházlánca. 2016-ban kipróbáltak egy új modellt Magyarországon, amikor is a veszprémi és a második győri üzletüket egy Tesco Hipermarketben nyitották meg.
|     | Nyitás               | Város               | Cím                          | Megjegyzés |
| --- | -------------------- | ------------------- | ---------------------------- | --- |
| 1.  | 1997. március 11.    | Budapest            | Üllői út 201-231.            | A Europark bevásárlóközpontban létesült. 2004. november 11. és 2012. október 31. között Saturn néven működött.                                  |
| 2.  | 1999. november 12.   | Budapest            | Váci út 1-3.                 | A WestEnd City Center bevásárlóközpontban található                                                                                             |
| 3.  | 2000. május          | Székesfehérvár      | Palotai út 6.                | A Fehér Palota Üzletközpontban található |
| 4.  | 2000. október        | Debrecen            | Csapó utca 30.               | 2010. április 19-én átköltözött a Fórum Debrecen Üzletközpontba. Mostani helyén 2008. november 13. és 2010. április 18. között Saturn működött. |
| 5.  | 2000. november 4.    | Szeged              | Londoni körút 6.             | 2000-től 2011-ig a Makkosházi körút 29. szám alatt működött. 2011. október 4-én átköltözött az Árkád Szeged Bevásárlóközpontba                  |
| 6.  | 2001. május          | Budaörs             | Petőfi Sándor utca 64.       | |
| 7.  | 2002. március        | Budapest            | Örs vezér tere 25.           | Az Örs vezér téri Árkád Üzletközpontban található                                                                                               |
| 8.  | 2003. március 6.     | Budapest            | Szentmihályi út 131.         | A Pólus Center Bevásárlóközpotban található |
| 9.  | 2003. április 10.    | Miskolc             | Király utca 1/a.             | A Szinvapark Bevásárlóközpontban található |
| 10. | 2003. szeptember 25. | Budapest (Óbuda)    | Bécsi út 136.                | A Stop.Shop Bevásárlóparkban található |
| 11. | 2004. május 31.      | Pécs                | Bajcsy-Zsilinszky utca 11.   | A pécsi Árkád Üzletközpontban található |
| 12. | 2004. november 11.   | Budapest            | Lövőház utca 2-4.            | A Mammutban található, 2012. október 31-ig Saturn néven működött.                                                                               |
| 13. | 2004. december 6.    | Budapest (Soroksár) | Bevásárló utca 4.            | A CityMarket Bevásárlóparkban található |
| 14. | 2005. szeptember 29. | Szolnok             | Felső Szandai rét 1.         | |
| 15. | 2005. november 15.   | Szombathely         | Varasd utca 1.               | A Family Center Bevásárlóparkban található |
| 16. | 2006. november 3.    | Győr                | Budai út 1.                  | A győri Árkád Üzletközpontban található. 2012. február 26-ig Saturn néven működött.                                                             |
| 17. | 2007. június 5.      | Békéscsaba          | Andrássy út 37-43.           | A Csaba Center Bevásárlóközpontban található |
| 18. | 2007. október 25.    | Budapest            | Váci út 178.                 | A Duna Plaza Bevásárlóközpontban található, 2012. október 31-ig Saturn néven működött.                                                          |
| 19. | 2007. november 29.   | Nyíregyháza         | László u. 12.                | |
| 20. | 2011. november 17.   | Budapest            | Kerepesi út 9.               | Az Arena Mall Bevásárlóközpontban található. 2012. október 31-ig Saturn néven működött.                                                         |
| 21. | 2011. december 1.    | Kecskemét           | Dunaföldvári út 2.           | Az Auchan Kereskedelmi Központban található |
| 22. | 2015. október 1.     | Zalaegerszeg        | Balatoni út 5-7.             | A Zone Bevásárlóparkban található |
| 23. | 2016.                | Veszprém            | Külső-Kádártai út 3.         | A Tesco Hipermarketben található |
| 24. | 2016.                | Győr                | Királyszék út 33.            | A Tesco Hipermarketben található. Ez Győr második áruháza                                                                                       |
| 25. | 2019. február 28.    | Budapest            | Pesti út 5-7.                | A Tesco Hipermarketben található. Ez Budapest első Tesco Hipermarketben nyílt áruháza.                                                          |
| 26. | 2019. április 4.     | Dunaújváros         | Aranyvölgyi út 6.            | A Tesco Hipermarketben található. |
| 27. | 2019. április 4.     | Baja                | Gránátos u. 11.              | A Tesco Hipermarketben található |
| 28. | 2019. április 11.    | Kaposvár            | Berzsenyi út 13.             | A Tesco Hipermarketben található |
| 29. | 2019. április 11.    | Szekszárd           | Tartsay Vilmos u. 40.        | A Tesco Hipermarketben található |
| 30. | 2019. április 17.    | Tatabánya           | Bláthy Ottó utca 1.          | A Tesco Hipermarketben található |
| 31. | 2019. április 17.    | Sopron              | Ipar körút 30.               | A Tesco Hipermarketben található |
| 32. | 2019. április 17.    | Esztergom           | Mátyás király utca 30.       | A Tesco Hipermarketben található |
| 33. | 2022. július 28.     | Nagykanizsa         | Boszorkány u. 2.             | A Tesco Hipermarketben található |
| 34. | 2022. augusztus 11.  | Gyöngyös            | Vásár u. 2.                  | A Tesco Hipermarketben található |
| 35. | 2022. szeptember 22. | Pápa                | Celli út 92.                 | A Tesco Hipermarketben található |
| 36. | 2022. szeptember 29. | Salgótarján         | Rákóczi út 143.              | A Tesco Hipermarketben található |
| 37. | 2023. július 10.     | Hódmezővásárhely    | Hódtó utca 17-19.            | A Tesco Hipermarketben található |
| 38. | 2023. szeptember 14. | Gödöllő             | Thegze Lajos utca 2.         | A Tesco Hipermarketben található |
| 39. | 2023. szeptember 26. | Dunakeszi           | Fóti út 120.                 | A Tesco HiperMarketben található. Ez Dunakeszi első Tesco Hipermarketben nyílt áruháza.                                                         |
| 40. | 2024. május 23.      | Eger                | II. Rákóczi Ferenc utca 100. | A Tesco Hipermarketben található |